# Atherinops affinis
Atherinops affinis är en fiskart som först beskrevs av Ayres, 1860.  Atherinops affinis ingår i släktet Atherinops och familjen Atherinopsidae. IUCN kategoriserar arten globalt som livskraftig. Inga underarter finns listade.